# S&P Global 100
S&P Global 100 Index es un índice bursátil de valores globales de la agencia de calificación de riesgo Standard & Poor's.
S&P Global 100 mide las prestaciones de 100 compañías multinacionales de negocios globales e incluidas en la S&P Global 1200, con un negocio operativo basado en varios países. Este índice se adecua para aquellos inversores que quieren seguir la evolución de compañías globales. Las compañías están seleccionadas de 29 mercados loclaes y están ponderadas por su capitalización bursátil. 

## Composición
- 3M Company
- Aegon
- Alcatel-Lucent
- Allianz SE
- Anglo American PLC
- Assicurazioni Generali SpA
- AstraZeneca
- AXA
- Banco Bilbao Vizcaya Argentaria, S.A.
- Banco Santander, S.A.
- Barclays
- BASF SE
- Bayer AG
- BHP Billiton Limited
- BNP Paribas SA
- BP plc
- Bridgestone Corp.
- Bristol-Myers Squibb
- Canon Inc.
- Carrefour SA
- Caterpillar Inc.
- Chevron Corp.
- Citigroup Inc.
- Coca Cola Co.
- Colgate-Palmolive
- Compagnie de Saint-Gobain
- Covidien
- Credit Suisse Group
- DaimlerChrysler AG
- Dell Inc.
- Deutsche Bank AG
- Deutsche Telekom AG
- Diageo
- Dow Chemical
- DuPont (E.I.)
- E.ON SE
- EMC Corp.
- LM Ericsson Telephone Co. - A shares
- Ericsson - B shares
- Exxon Mobil Corp.
- Ford Motor
- France Telecom SA
- Fuji Photo Film Co.
- GDF Suez
- General Electric
- General Motors
- GlaxoSmithKline plc
- Hewlett-Packard
- Honda Motor Corp.
- HSBC Holdings plc
- ING Groep NV
- Intel Corp.
- International Business Machines
- Johnson & Johnson
- JPMorgan Chase & Co.
- Kimberly-Clark Corp.
- L'Oréal SA
- LVMH Moet Hennessy Louis Vuitton
- McDonald's Corp.
- Merck & Co.
- Microsoft Corp.
- Morgan Stanley
- National Grid plc
- Nestlé SA
- News Corp. - class A
- Nike Inc. - class B
- Nissan Motor Co.
- Nokia Oyj
- Nortel Networks Corp.
- Novartis AG
- Panasonic
- PepsiCo Inc.
- Pfizer, Inc.
- Philip Morris
- Koninklijke Philips Electronics NV
- Procter & Gamble
- Repsol YPF, S.A.
- Rio Tinto
- Royal Dutch Shell - A shares
- Royal Dutch Shell - B shares
- RWE AG
- Samsung Electronics Company Limited
- Sanofi-Aventis
- Schneider Electric
- Seven & I Holdings Co., Ltd.
- Siemens AG
- Société Générale
- Sony Corp.
- Standard Chartered Bank
- Swiss Re
- Telefónica, S.A.
- Texas Instruments
- Toshiba Corp.
- Total SA
- Toyota Motor Corporation
- Tyco Electronics
- UBS Group AG
- Unilever NV
- United Technologies Corporation
- Vivendi Universal SA
- Vodafone Group PLC
- Volkswagen AG
- Wal-Mart Stores
- Xstrata PLC

(datos de junio de 2009)